# Karine Allard
Karine Allard (ur. w 1973 roku) – francuska narciarka alpejska, dwukrotna medalistka mistrzostw świata juniorów.

## Kariera
Pierwszy raz na arenie międzynarodowej Karine Allard pojawiła się w 1991 roku, startując na mistrzostwach świata juniorów w Geilo. Zdobyła tam brązowy medal w supergigancie, w którym wyprzedziły ją jedynie Céline Dätwyler ze Szwajcarii oraz Austriaczka Cornelia Meusburger. Trzecie miejsce zajęła także w zjeździe, tym razem ulegając Julie Lunde Hansen z Norwegii i Szwajcarce Isabel Picenoni. Brała także udział w rozgrywanych rok później mistrzostwach świata juniorów w Mariborze, gdzie jej najlepszym wynikiem było dziesiąte miejsce w kombinacji.
W zawodach Pucharu Świata zadebiutowała 4 grudnia 1993 roku w Tignes, zajmując 64. miejsce w zjeździe. Pierwsze pucharowe punkty wywalczyła 13 stycznia 1996 roku w Garmisch-Partenkirchen, gdzie w tej samej konkurencji zajęła 28. miejsce. Był to jedyny raz kiedy Allard zdobyła punkty. W klasyfikacji generalnej sezonu 1995/1996, zajęła ostatecznie 112. miejsce. Nie brała udziału w mistrzostwach świata ani igrzyskach olimpijskich. W 1996 roku zakończyła karierę.

## Osiągnięcia

### Mistrzostwa świata juniorów
| Miejsce | Dzień       | Rok  | Miejscowość | Konkurencja | Czas biegu  | Strata  | Zwyciężczyni       |
| ------- | ----------- | ---- | ----------- | ----------- | ----------- | ------- | ------------------ |
| 3.      | 8 kwietnia  | 1991 | Geilo       | Supergigant | 1:15,16 min | +0,91 s | Julie Lunde Hansen |
| 3.      | 11 kwietnia | 1991 | Geilo       | Zjazd       | 1:08,87 min | +0,40 s | Céline Dätwyler    |
| 10.     | 12 kwietnia | 1991 | Geilo       | Gigant      | 2:09,95 min | +1,80 s | Sabina Panzanini   |
| 21.     | 25 lutego   | 1992 | Maribor     | Zjazd       | 1:21,68 min | +1,80 s | Céline Dätwyler    |
| 15.     | 26 lutego   | 1992 | Maribor     | Supergigant | 1:20,66 min | +2,78 s | Regina Häusl       |
| 22.     | 27 lutego   | 1992 | Maribor     | Gigant      | 1:56,37 min | +4,59 s | Regina Häusl       |
| 15.     | 29 lutego   | 1992 | Maribor     | Slalom      | 1:17,03 min | +4,13 s | Urška Hrovat       |
| 10.     | 29 lutego   | 1992 | Maribor     | Kombinacja  | ?           | ?       | Erika Hansson      |

### Puchar Świata

#### Miejsca w klasyfikacji generalnej
- sezon 1995/1996: 112.

#### Miejsca na podium
Allard nigdy nie stanęła na podium zawodów PŚ.